# Fernbusverkehr in Deutschland

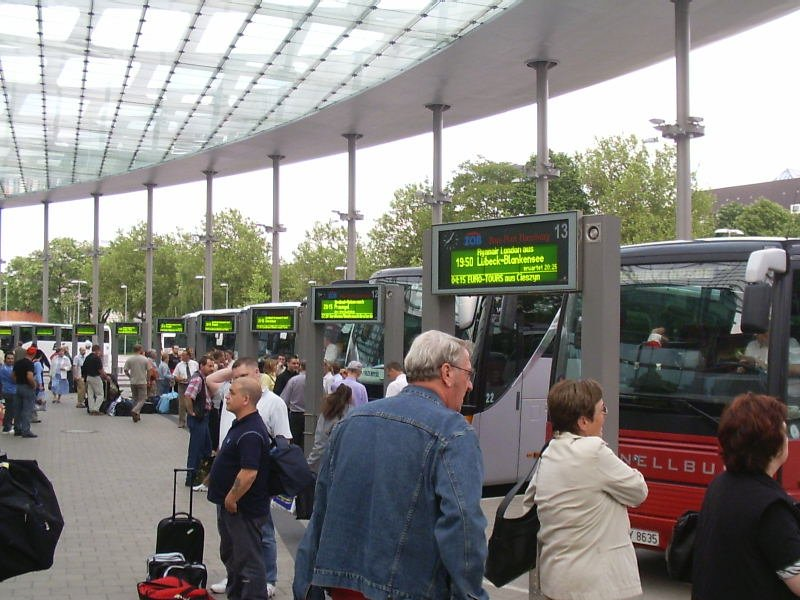
Bussteig auf dem ZOB Hamburg.

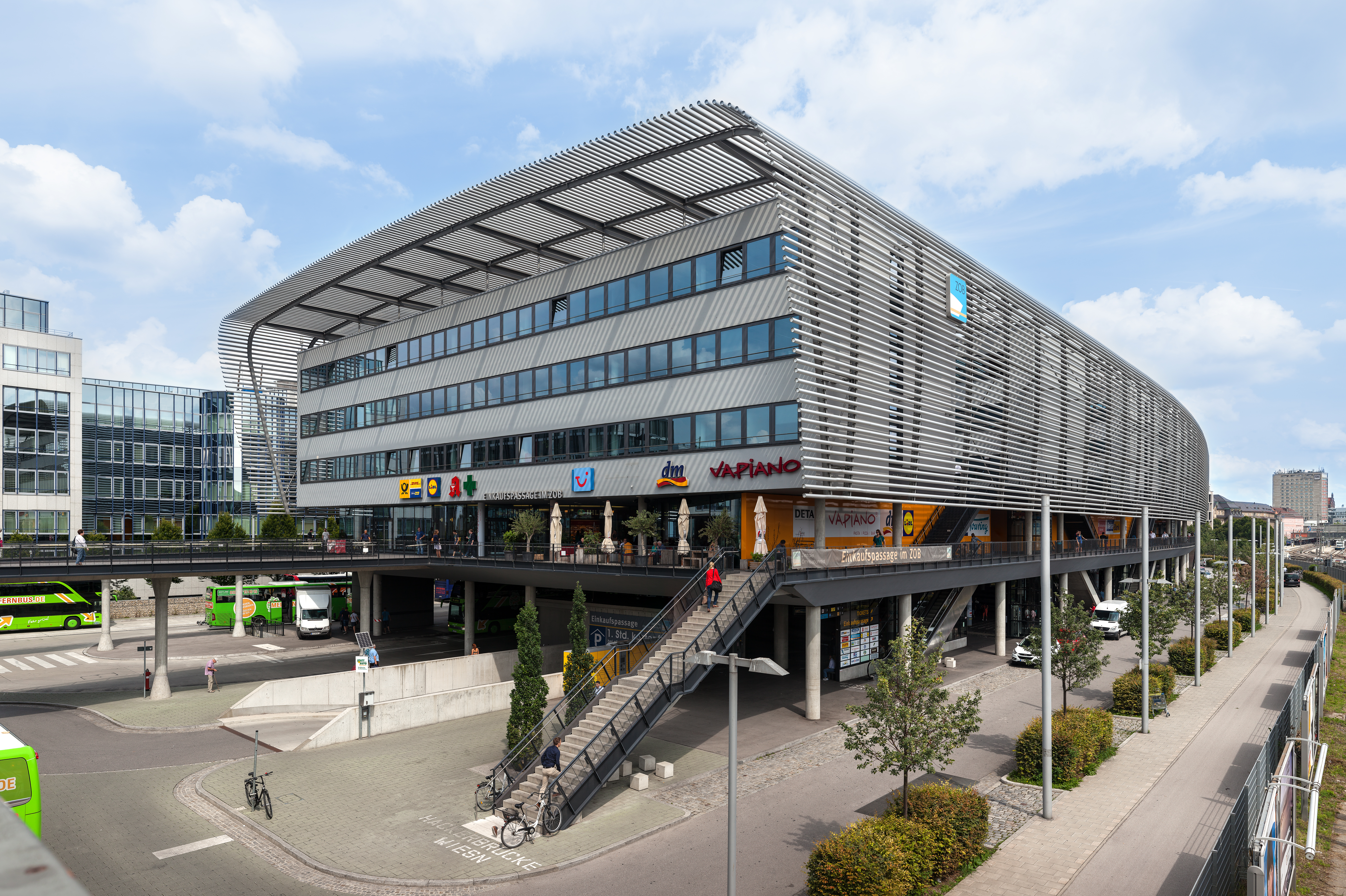
Der Zentrale Omnibusbahnhof München von der Hackerbrücke aus.

Der Fernbusverkehr in Deutschland ist seit Anfang 2013 weitgehend liberalisiert. Während bis Ende 2012 Fernbuslinien Fahrgäste innerhalb Deutschlands bis auf wenige Ausnahmen nicht befördern durften, besteht seitdem zum Schutz des (von den Ländern bezuschussten) regionalen Zugverkehrs nur noch das Verbot für Fernbusse, Strecken in Konkurrenz zum Nahverkehr zu bedienen, wie sich nun aus § 42a Personenbeförderungsgesetz (PBefG) ergibt.
Während zuvor aufgrund der regulativen Beschränkungen in erster Linie internationale Linien, Flughafenzubringer und geschichtlich bedingt Linien von und nach Berlin bestanden, verbinden Linienbusse nun viele größere deutsche Städte untereinander oder mit touristischen Zielen.

## Internationaler Verkehr

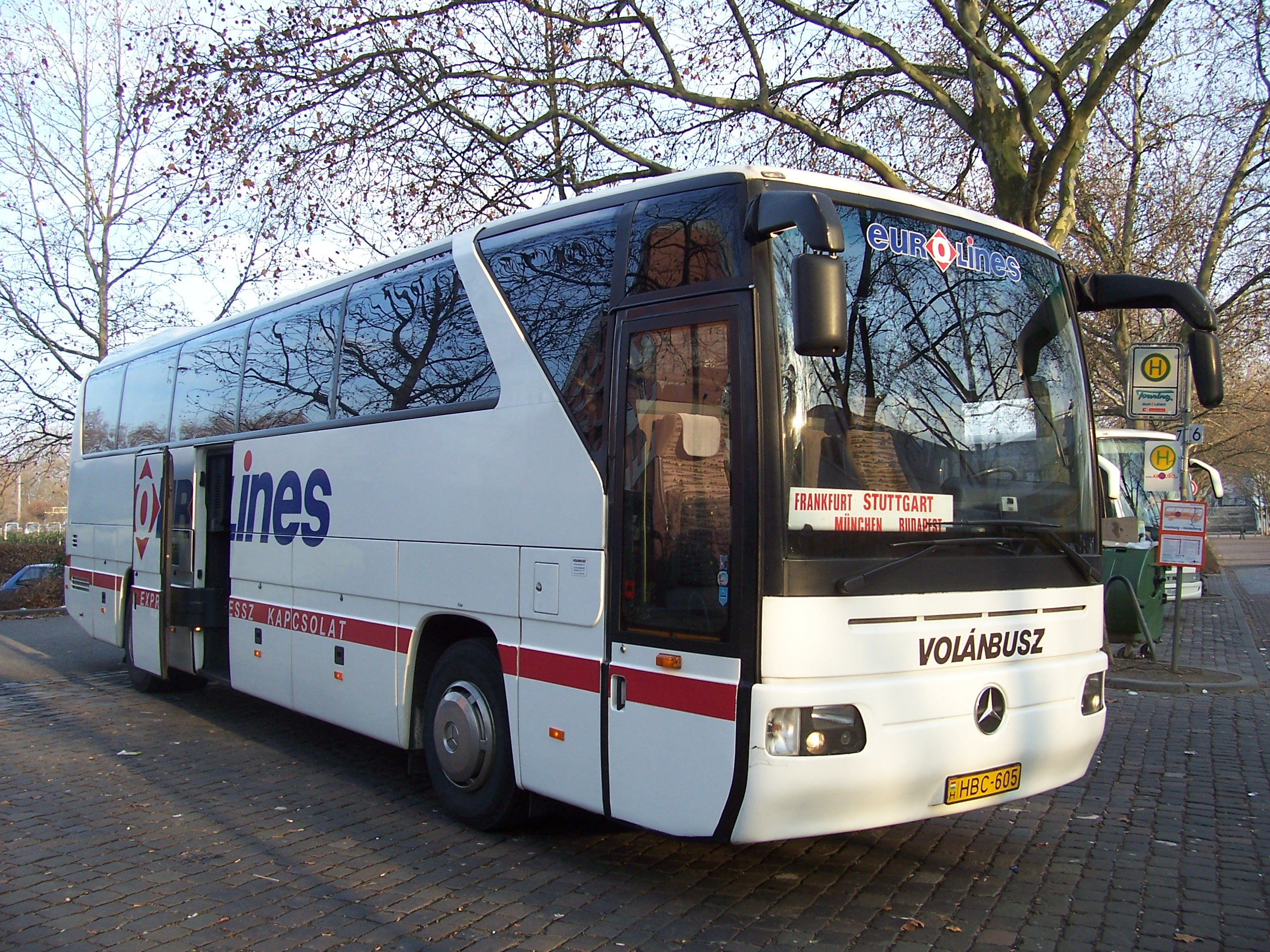
Fernbus in Mannheim auf dem Weg nach Ungarn

Schon vor der Liberalisierung des nationalen Fernbusmarktes konnte aufgrund des EU-Rechts der internationale Verkehr nicht untersagt werden. Für diese Linien bestand bis 2013 jedoch ein Beförderungsverbot auf innerdeutschen Strecken (Verbot der Kabotage).

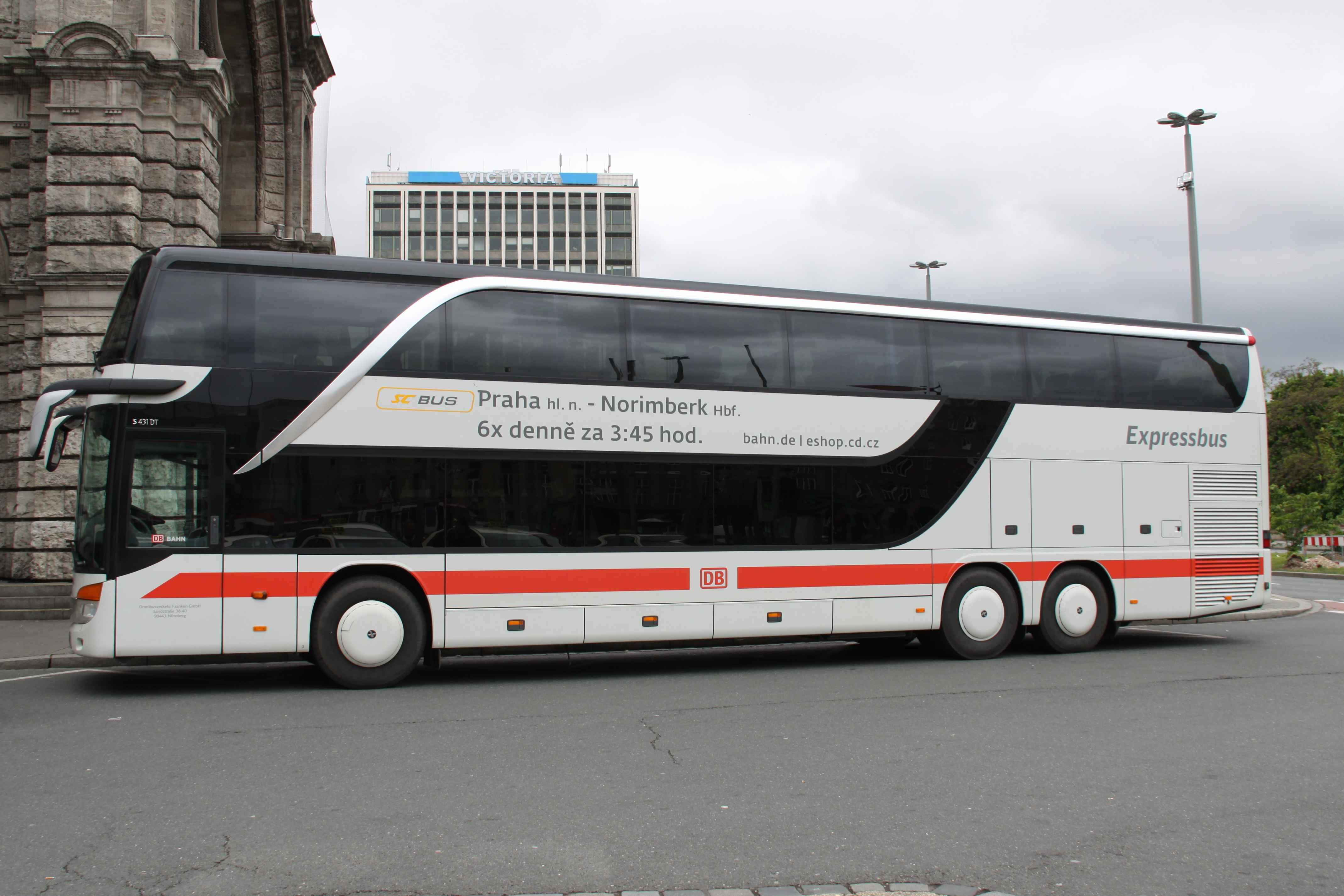
IC Bus der Deutschen Bahn

Damals wie heute gibt es von Deutschland aus Fernbuslinien in fast alle europäischen Länder. Das Angebot variiert allerdings stark, wobei etwa die Konkurrenz durch mehr oder weniger gut ausgebaute internationale Eisenbahnlinien eine Rolle spielt. Hauptziele sind Osteuropa (u. a. Polen, Baltikum) und Südeuropa (zum Beispiel Spanien, Portugal). Neben einer Vielzahl von Anbietern wie der Deutschen Bahn AG (über die Omnibusverkehr Franken GmbH nach Prag) mit nur wenigen Linien ist Deutschland durch die Deutsche Touring in das europaweite Fernliniennetz der Eurolines eingebunden. So wurde beispielsweise durch das Unternehmen MeinFernbus, das lange Zeit Marktführer in der Fernbusbranche war, ein europaweites Liniennetz betrieben, bevor es im Jahre 2015 zu einer Fusion mit Flixbus (seit 2016 Flixmobility GmbH) kam. Flixbus selbst startete im Jahre 2014 mit grenzüberschreitenden Linien nach Österreich, in die Schweiz und die Niederlande. Zurzeit bietet das fusionierte Unternehmen, welches zunächst unter dem Namen MeinFernbus FlixBus auftrat (seit Mai 2016 nur noch FlixBus), über 10.000 Direktverbindungen innerhalb Deutschlands und dem europäischen Ausland an. Auch Berlin Linien Bus bot vom ZOB Berlin ausgehend internationale Verbindungen an.
Aufgrund der COVID-19-Pandemie im Jahre 2020 hatten alle in Deutschland aktiven Fernbusfirmen ihren Betrieb vorübergehend eingestellt.

## Nationaler Verkehr

### Definition
Die Vorschrift des § 42a PBefG definiert Personenfernverkehr als Linienverkehr mit Kraftfahrzeugen, der nicht zum öffentlichen Personennahverkehr und nicht zu den Sonderformen des Linienverkehrs nach § 43 PBefG (Schüler- und Marktfahrten, Beförderung von Berufstätigen zwischen Wohnung und Arbeitsstelle oder von Theaterbesuchern) gehört. Personennahverkehr ist nach § 8 Abs. 1 PBefG die allgemein zugängliche Beförderung von Personen mit Straßenbahnen, O-Bussen und Kraftfahrzeugen im Linienverkehr, die überwiegend dazu bestimmt sind, die Verkehrsnachfrage im Stadt-, Vorort- oder Regionalverkehr zu befriedigen.
Insbesondere die Abgrenzung zum Regionalbusverkehr kann im Einzelfall schwierig werden, da auch Regionalbusse Städte miteinander verbinden können, allerdings nur innerhalb einer Region oder eines Verbundbereiches oder als Verbindung zwischen Regionalbereichen (vgl. dazu auch den Artikel Fernverkehr). Das Gesetz gibt jedoch eine Hilfestellung, indem es vermutet, dass es sich noch um Nah- bzw. Regionalverkehr handelt, wenn in der Mehrzahl der Beförderungsfälle eines Verkehrsmittels die gesamte Reiseweite 50 Kilometer oder die gesamte Reisezeit eine Stunde nicht übersteigt (§ 8 Abs. 1 Satz 2 PBefG). Diese Grenze ist auch für Fernbuslinien bedeutsam, denn gemäß § 42a PBefG dürfen Passagiere zwischen zwei Haltestellen nicht befördert werden, wenn der Abstand zwischen ihnen nicht mehr als 50 Kilometer beträgt oder zwischen diesen Haltestellen Schienenpersonennahverkehr mit einer Reisezeit bis zu einer Stunde betrieben wird. Allerdings können auf Antrag für einzelne Teilstrecken Ausnahmen gewährt werden, wenn kein ausreichendes Nahverkehrsangebot besteht oder das Fahrgastpotenzial der vorhandenen Verkehrsangebote nur unerheblich beeinträchtigt wird.

### Entwicklung des rechtlichen Rahmens
Grundlage der Gesetzgebung ist das Personenbeförderungsgesetz (PBefG), dessen Inhalt seit Inkrafttreten am 1. April 1935 in weiten Teilen unverändert blieb. Bis zur Novellierung Ende 2012 konnten neue Buslinien nicht genehmigt werden, wenn dieselbe Verkehrsleistung bereits durch andere Verkehrsmittel (Eisenbahn, bestehende Buslinien) in befriedigendem Umfang erbracht wurde. Eine neu einzurichtende Buslinie musste zu einer wesentlichen Verbesserung des Verkehrsangebotes führen.
Dies war u. a. dann gegeben, wenn die neue Buslinie
- eine Strecke bediente, auf der zu dieser Zeit kein anderes Verkehrsmittel verkehrte,
- eine wesentlich kürzere Fahrzeit als bestehende Verkehrsmittel aufwies,
- zu Zeiten verkehrte, zu denen mit anderen Verkehrsmitteln keine Verbindung bestand oder
- wesentlich preiswerter als andere Verkehrsmittel auf derselben Strecke war.

Ziel der Regelung war die Wahrung der öffentlichen Verkehrsinteressen, insbesondere die Verhinderung einer Konkurrenzsituation zwischen verschiedenen Unternehmern untereinander oder mit den Eisenbahnen. Der Gesetzgeber nahm an, dass eine solche Konkurrenzsituation sich in der Regel negativ auf die Verkehrsbedienung einer Relation auswirkt, und schützte daher die bereits vorhandenen Verkehrsmittel vor Wettbewerbern.
Seit einigen Jahren stand diese Regelung vermehrt in der Kritik, da sie den Verbrauchern kostengünstige Fernbuslinien vorenthalte. Zudem bevorzuge die Bestandsregelung einseitig die Deutsche Bahn als größtes Fernzug- und größtes Busunternehmen in Deutschland. Die Deutsche Bahn AG setzte sich vehement für die Beibehaltung der Regelung ein und argumentierte damit, dass sich bei Liberalisierung der Genehmigungsverfahren für Fernbuslinien bestimmte Fernzüge nicht mehr wirtschaftlich betreiben ließen. Das Angebot müsste dann ausgedünnt oder die Verbindung eingestellt werden. Diese Befürchtungen halten einige Verkehrswissenschaftler für unbegründet, da nur ein kleiner Teil der Fahrgäste die neuen Buslinien benutzen würde. Zudem sei fraglich, ob bei Wegfall der Genehmigungsbeschränkungen überhaupt dauerhaft viele neue Fernbuslinien eingerichtet werden würden.
Trotz der erhobenen Einwände einigten sich Regierung, Opposition und Bundesländer im September 2012 darauf, dass Fernbuslinien ab 1. Januar 2013 eingeführt werden können. Zum Schutz des ÖPNV wird die Beförderung von Passagieren auf Fernbuslinien unter 50 km oder in Konkurrenz zu öffentlichem Schienenpersonennahverkehr mit weniger als einer Stunde Reisezeit jedoch verboten bleiben.

### Gegenwärtige Situation

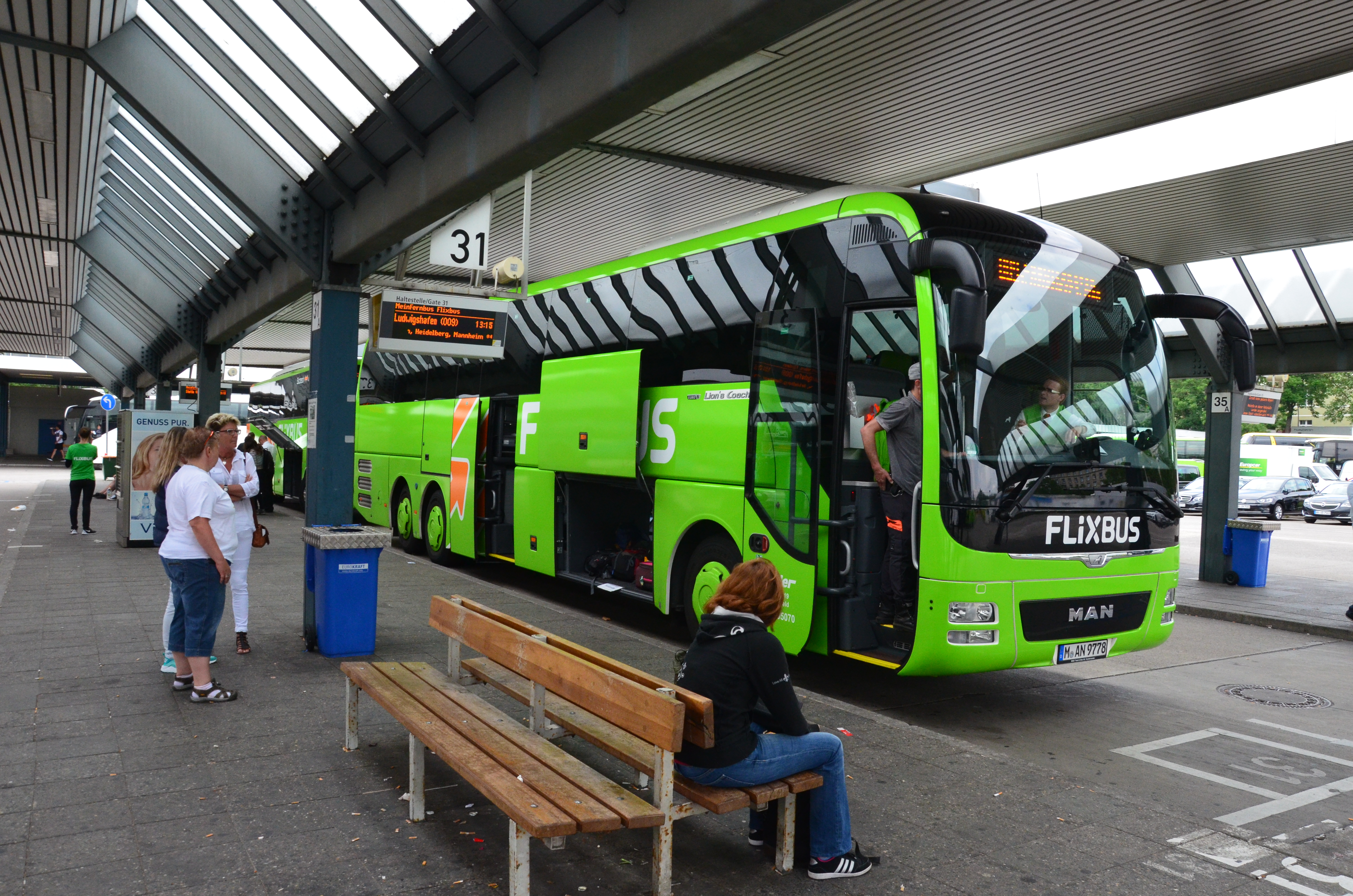
Flixbus

#### Marktsättigung und Monopolisierung

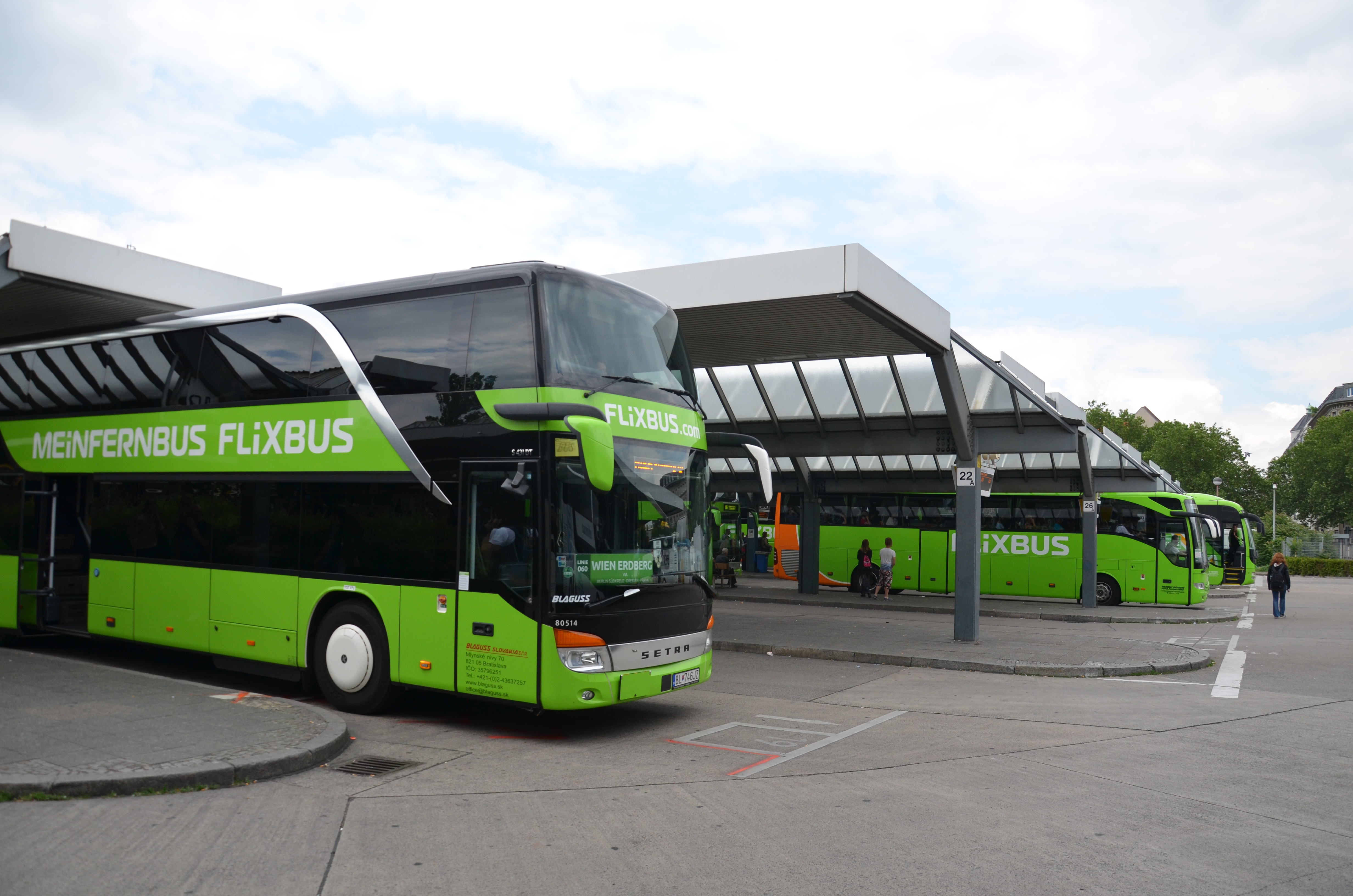
MeinFernbus Flixbus Doppeldecker

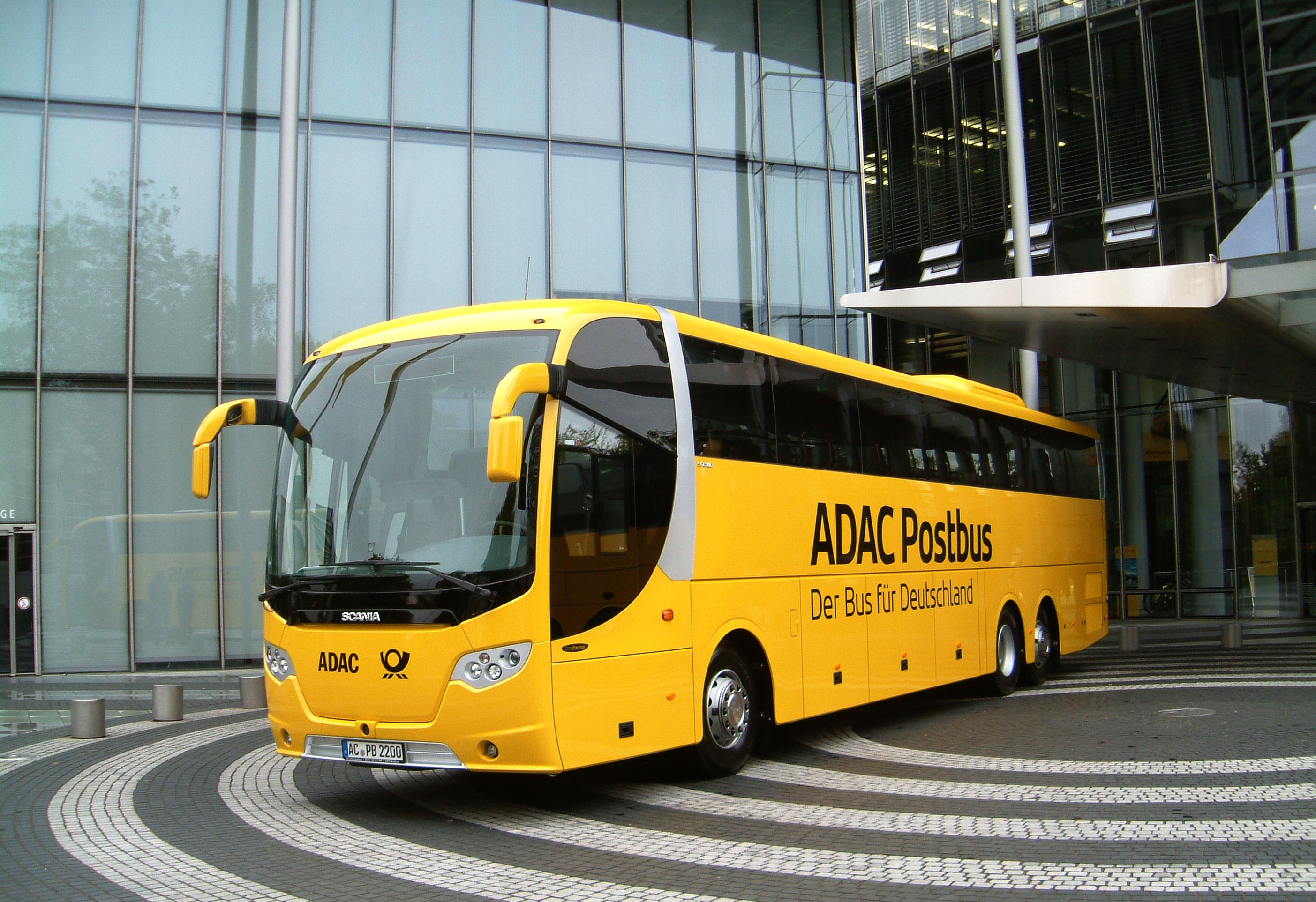
Postbus vor der Konzernzentrale der Deutschen Post AG in Bonn

Nach Angaben des Statistischen Bundesamts (Destatis) haben sich die Fahrgastzahlen im Linienfernverkehr mit Bussen sowie dessen Marktanteil am Linienfernverkehr mit Bussen und Bahnen wie folgt entwickelt:
| Jahr | Fahrgäste | Änderung | Marktanteil |
| ---- | --------- | -------- | ----------- |
| 2012 | 2,5 Mio.  |          | 2 %         |
| 2013 | 8,2 Mio.  | +228 %   | 6 %         |
| 2014 | 15,9 Mio. | +94 %    | 11 %        |
| 2015 | 23,2 Mio. | +46 %    | 15 %        |
| 2016 | 23,0 Mio. | −1 %     | 14 %        |
| 2017 | 22,8 Mio. | −1 %     | 14 %        |
| 2018 | 23,1 Mio. | +1 %     | 14 %        |
| 2019 | 21,2 Mio. | −8 %     | 12 %        |
| 2020 | 6,0 Mio.  | −72 %    | 7 %         |
| 2021 | 2,9 Mio.  | −51 %    | 3 %         |
| 2022 | 7,5 Mio.  | +159 %   | 5 %         |
| 2023 | 10,4 Mio. | +39 %    | 6,5 %       |

Grafische Darstellung der Fahrgastzahlentwicklung
Im 3. Quartal 2018 wurden insgesamt 287 Linien angeboten. Die Anteile der einzelnen Verkehrsunternehmen am Fernbusmarkt betrugen:
- 95,4 %  Flixbus
- 01,4 %  Eurolines Germany
- 01,2 %  IC Bus (Deutsche Bahn)
- 00,9 %  Regiojet (Student Agency)
- 01,1 % Sonstige

Der Markt galt anfangs als hart umkämpft. Das Handelsblatt zitierte im Juli 2014 einen Sprecher des Bundesverbands Deutscher Omnibusunternehmer mit den Worten „Nach unseren Informationen fährt noch kein Unternehmen profitabel“. Nach einer Marktanalyse des Bundesamts für Güterverkehr vom Dezember 2014 wird „das aktuelle Preisniveau der im Fernbusmarkt angebotenen Fahrkarten (…) seitens der Marktteilnehmer als nicht auskömmlich oder ruinös beschrieben“. Von Januar 2013 bis Dezember 2014 fielen die durchschnittlichen Normal-Fahrpreise im Fernbusverkehr um rund 14 Prozent auf 8,6 Eurocent/Personenkilometer. Die Angebotspreise verminderten sich um 5 Prozent auf durchschnittlich 4 ct/Pkm.
Im Laufe des Jahres 2014 stieg der ADAC aus dem Gemeinschaftsunternehmen ADAC Postbus aus, und City2city zog sich vom Markt zurück. DeinBus ging in die Insolvenz, konnte aber einen neuen Investor finden und den Betrieb weiterführen. Anfang 2015 wurde gemeldet, dass sich die beiden Marktführer, MeinFernbus und Flixbus, zusammenschließen. Im Jahr 2016 übernahm Flixbus die kontinentaleuropäischen Linien von Megabus und anschließend auch Postbus mit Wirkung zum 1. November 2016.

#### Service
Die Busfahrer geben persönliche Ansagen über Lautsprecher nach der Abfahrt der Busse sowie vor dem Erreichen der nächsten Haltestelle durch, Sicherheitsinformationen werden teilweise als Kurzfilm gezeigt. Einen ungewöhnlich umfangreichen Service bietet der tschechische Anbieter RegioJet, der in Deutschland jedoch nur mit der Strecke Berlin-Dresden-Prag vertreten ist, da in dessen Bussen ein Busbegleiter, ähnlich der Zugbegleiter in Fernverkehrszügen, anwesend ist. Jedoch sind viele Fernbusse, insbesondere bei Nachtverbindungen, generell mit zwei Busfahrern besetzt. In vielen Fernbussen besteht ein Bordverkauf von Getränken und Snacks. Einige Busse verfügen außerdem über ein Entertainment-System an jedem einzelnen Sitzplatz. Kostenfreies WLAN ist inzwischen bei den meisten Busanbietern in den Bussen zugänglich, ebenso befinden sich 230V-Steckdosen an allen Sitzen. Grundsätzlich verfügen die Fernbusse über eine Toilette, verstellbare Klimaanlage sowie verschließbare Vorhänge an allen Plätzen. Kundenzeitschriften der Fernbusunternehmen werden häufig an den Plätzen ausgelegt.

#### Beförderungsbedingungen
Die Beförderungsbedingungen unterscheiden sich von Anbieter zu Anbieter. So ist zum Beispiel die Mitnahme von Gepäckstücken unterschiedlich geregelt. Meistens werden unentgeltlich ein Stück Handgepäck und ein Stück Reisegepäck befördert. Unter Umständen kommt es dabei zu einer zusätzlichen Gebühr. Kinderwagen werden üblicherweise kostenlos transportiert, Fahrräder gegen eine Gebühr, Hunde und andere Tiere sind in der Regel vom Transport ausgeschlossen. Der Transport von Blinden- und Führungshunden ist dagegen in der Regel kein Problem. In den Bussen der Unternehmen Deinbus.de, Flixbus, IC Bus sowie teilweise in den Bussen von Eurolines ist die Internetnutzung über WLAN kostenlos möglich. Manche Anbieter wie Flixbus entwickelten zudem eine kostenlose Smartphone-App, die mobilen Zugriff auf Informationen beispielsweise zu Verspätungen und Haltestellen verspricht.

### Geschichte

#### Fernbusse im Deutschen Reich
Nationale Fernbuslinien haben sich aus dem Überlandbusverkehr entwickelt. Als Fernlinien wurden in den 1930er Jahren Buslinien bezeichnet, die über Stadtgrenzen hinaus Regionen und größere Städte miteinander verbanden. Dabei waren die heutigen Regionalbusse eingeschlossen; es gab keine Unterteilung in Fern- und Regionalverkehr. Auch viele Ausflugslinien, beispielsweise von Bielefeld über damals noch selbstständige Landgemeinden nach Oerlinghausen, wurden von den örtlichen Verkehrsbetrieben als „Fernlinien“ bezeichnet.
Die ersten „Fernlinien“ im Berliner Raum wurden 1907 von der Großen Berliner Motoromnibus-Gesellschaft und wenig später von der ABOAG eingerichtet. Es waren Ausflugslinien von Berlin oder seinen Vororten ins damalige Umland wie Nollendorfplatz – Paulsborn oder Bahnhof Wannsee – Machnower Schleuse. Ab 1927 wurden die ABOAG-Linien – wegen des im Liniennummernschild geführten Dreiecks – als „Dreieckslinien“ bezeichnet und Fernausflugslinien in für damalige Verhältnisse relativ weit entfernte Ziele wie Rheinsberg und Kloster Lehnin betrieben. Nach der Fusion zur BVG wurden diese fortgeführt. Bedient wurden weiter Ziele im Umland auf Strecken wie Vinetastraße – Summt und Turmstraße – Teltow.

#### Fernbusse in der Bundesrepublik und West-Berlin
Im Zuge des Umbaus der Überlandbusnetze ca. in den 1980er Jahren oder durch die „Regionalisierung“ (getrennte Zuständigkeiten für den Bus- und Schienenverkehr, Organisation des Busverkehrs durch Landkreise oder Kommunen) entstand eine strikte Trennung zwischen Fern- (Fernbus) und Regionalverkehr (Regionalbus). Damit verschwanden viele bisherige Fernlinien. Beispielsweise verkehrten ehemals Busse als Schienenergänzung oder Ersatz parallel zur Eisenbahn (u. a. Bielefeld–Bad Rothenfelde–Osnabrück) oder verbanden größere Städte über ländliche Nebenstrecken miteinander (u. a. Bielefeld–Bad Rothenfelde–Münster). Als Folge der Gliederung der Regionen in Verbundgebiete erfolgte eine Brechung dieser Verbindungen (im Raum Bielefeld–Osnabrück–Münster entstanden drei Verkehrsgemeinschaften/Verbünde). Ziel war zugleich eine Lenkung der Fahrgastströme: Parallelverkehre zur Schiene sollten abgebaut werden, der Busverkehr eine Zuführungs- und Ergänzungsfunktion erhalten.
Viele Fernlinien aus der Zeit der Deutschen Teilung, wie z. B. Tübingen–Lindau, wurden in den letzten 15 Jahren aufgegeben. Noch bediente Strecken wie z. B. Stuttgart–Isny sind heute regionalisiert. Die meisten Linien wurden von der ehemaligen Deutschen Bundesbahn sowie der damaligen Kraftpost betrieben. Auch die „Europabuslinien“ der Deutschen Touring wurden aus wirtschaftlichen Gründen aufgegeben. In den meisten Fällen waren erforderliche Änderungen der Konzessionen gemäß den Richtlinien der EU nicht mehr möglich.
Ein Interregio-Bus genanntes Produkt verband in den 1980/90er Jahren Heilbronn und Würzburg.
Durch die Deutsche Teilung konnte die BVG (West) nur noch Ausflugsziele innerhalb West-Berlins bedienen.
Durch die Teilung und die Bestrebungen in den ersten Jahren nach der Beginn der Teilung, der Deutschen Reichsbahn möglichst wenig Westgeld zukommen zu lassen, war der Fernbusverkehr von und nach Berlin (West) nicht den vollen Bedingungen des für den Betrieb von Fernbuslinien in der Bundesrepublik unterworfen. So gab es von Berlin (West) Fernbuslinien in alle Großstädte der Bundesrepublik mit Halt in den Mittel- und teilweise auch Kleinstädten. Besonders die von den Berlinern besuchten Urlaubsgebiete in der Bundesrepublik wurden recht kleinteilig über Buslinien erschlossen. Diese Buslinien wurden täglich oder im grenznahen Gebiet (Harz – Berlin) sogar zweimal täglich bedient.

#### Fernbusse in der DDR
Im Unterschied zum Westteil der Stadt konnte in Ost-Berlin der VEB Kombinat Berliner Verkehrsbetriebe (BVB) weiter Ziele im Umland anfahren. Dabei wurde getrennt in Ausflugslinien wie Vinetastraße – Zühlsdorf und tendenziell längere Ausflugsfernlinien wie Antonplatz – Tiefensee (Gamengrund) und S-Bahnhof Stalinallee (später ab Puschkinallee) – Bad Saarow. Die längste Linie war Pankow, Kirche – Schildow – Hohen Neuendorf – Marwitz – Kremmen – Beetz-Sommerfeld. Nach der Wiedervereinigung wurden 1992 sämtliche Linien ersatzlos eingestellt.
In der DDR gab es keine klare Unterscheidung zwischen Regional- und Fernbusverkehr. Im Überlandverkehr wurden sowohl Linienbusse als auch Reisebusse – meist von Ikarus hergestellt – eingesetzt. Die meisten Fernbuslinien waren Verbindungen von Mittelstädten mit Großstädten wie z. B. zwischen Leipzig und Waldheim (bei Döbeln). Anders als der normale Regionalverkehr der regionalen VEB Kraftverkehr, der maximal bis in die nächstgelegene Stadt im Bereich des angrenzenden Kraftverkehrsbetriebs reichte, kreuzten diese Linien z. T. die Bereiche gleich mehrerer Kraftverkehrsbetriebe, fuhren deutlich seltener und nutzen oftmals auf Teilstrecken die Autobahn. Beispielsweise verbanden zwei Linien Neuruppin mit Ost-Berlin (damals „Berlin – Hauptstadt der DDR“) auf den Relationen Neuruppin – Fehrbellin – Königshorst – Nauen und Neuruppin – Fehrbellin – Kremmen – Birkenwerder (Anschluss an die Berliner S-Bahn). Nach der Wende wurde der Endpunkt dieser Linie nach Berlin Jannowitzbrücke verlegt und die Strecke bereits ab Fehrbellin – vorher ab Kremmen – auf die Autobahn verschwenkt. Dabei wurden jedoch weiterhin die alten Busse verwendet. Zumindest zeitweise wurden in fast allen Bezirken Langläufer betrieben, so von Karl-Marx-Stadt nach Leipzig sowie von Dessau über Lutherstadt Wittenberg nach Potsdam.
Auch internationaler Verkehr wurde vereinzelt durchgeführt, der sich aufgrund der damaligen politischen Verhältnisse aber auf nur wenige Länder erstreckte. So betrieb der VEB Kraftverkehr Karl-Marx-Stadt (nach der Wende Kraftverkehr AG Chemnitz) auf der Strecke Karl-Marx-Stadt – Karlovy Vary Fernbusverkehr.
Nach der Wiedervereinigung wurden die meisten Strecken komplett eingestellt, die verbliebenen wurden regionalisiert. So wird die Strecke Neuruppin – Nauen heute von drei Regionallinien – jeweils auf Teilstrecken – bedient, was mehrfaches Umsteigen mit langen Übergängen und ohne abendliche Bedienung zur Folge hat.

#### Situation vor der Liberalisierung
Fernbuslinien verbinden nun bevorzugt die Zentren größerer Städte, die in Deutschland bereits durch die Eisenbahn gut miteinander vernetzt sind. Daher konnten Fernbusse praktisch nicht zu einer Verbesserung der Verkehrsbedienung im Sinne des alten PBefG beitragen, was die Neueinrichtung solcher Linien auf wenige Ausnahmen beschränkte (z. B. Nachtfahrten). Daher waren bis 2013 Fernbuslinien fast nur auf Korridoren anzutreffen, auf denen keine oder nur eine schlechte Eisenbahnverbindung bestanden. Die Fernbuslinien von und nach Berlin, die zu Zeiten der Deutschen Teilung aufgrund der damals beschränkten Eisenbahnverbindungen entstanden waren, durfte die Berlin Linien Bus GmbH allerdings ohne Einschränkungen weiter betreiben und ausbauen.

## Umweltbilanz
Nach 2020 veröffentlichten Angaben des Umweltbundesamtes (UBA) (Bezugsjahr 2018) verursacht der Fernlinienbus pro Personenkilometer (Pkm) erheblich weniger Luftschadstoffe als der Personenkraftwagen oder das Flugzeug und befindet sich mit der Eisenbahn im Fernverkehr auf etwa gleichem Niveau. An Treibhausgasen stößt er nach den Berechnungen des UBA 29 g/Pkm CO2-Äquivalente aus, die Eisenbahn im Fernverkehr 32 g/Pkm, der Pkw 147 g/Pkm und das Flugzeug auf Inlandstrecken 230 g/Pkm. Bei den Angaben für die Eisenbahn ging das UBA vom durchschnittlichen Strommix in Deutschland aus. Die Deutsche Bahn nennt für ihren Fernverkehr weniger als 1 g/Pkm CO2-Äquivalente, weil sie in dieser Sparte auf elektrifizierten Strecken in Deutschland ausschließlich Ökostrom verwendet.